# Somtochukwu‑Blessed Okafor
Somtochukwu‑Blessed Okafor   (Montcada i Reixac, 11 de setembre de 2008) és una jugadora de bàsquet catalana.
Filla de pares d'origen nigerià, es va formar com a jugadora de bàsquet en la Cantera del segle XXI de Barcelona, el centre d'alt rendiment de la Federació Espanyola de Bàsquet.
Va ser inclosa al quintet ideal de l'Eurobasket sub-16 del 2024 i al Mundial sub-19 del 2025. En aquest darrer campionat fou ser elegida MVP al partit que va donar la medalla de bronze a la selecció espanyola, amb 23 punts, 11 rebots, 3 assistències i 3 robatoris.
A partir del 2026 anirà a la Universitat d'Arizona.